# TEU
TEU (angleško twenty-foot equivalent unit) je enota za označevanje zmogljivosti kontejnerskih ladij in kontejnerskih terminalov. Zabojniki se uporabljajo za transport tovora na ladjah, tovornjakih in vlakih. Kontajnerizacija je zelo poenostavila ravnanje z različnimi vrstami tovora.
TEU je 6,1 metrov (20 čevljev) dolg in 2,44 metra širok univerzalni kontejner, višina se razlikuje od 1,3 do 2,9 metra, najpogostejša je 2,59 metrov. Obstaja tudi 40 čeveljski zabojnik, ki se imenuje FEU. FEU se šteje za dva TEU. 
Večina zabojnikov izdelajo na Kitajskem. Če so tovori zelo težki in imajo majhno prostornino, se uporablja 1 TEU.
Kontejnerske ladje, ki plujejo skozi Panamski prekop, plačajo voznino glede na število zabojnikov TEU.

## Ustreznice
| dolžina                        | širina        | višina             | prostornina            | TEU        |
| ------------------------------ | ------------- | ------------------ | ---------------------- | ---------- |
| 20 ft (6,1 m)                  | 8 ft (2,44 m) | 8 ft 6 in (2,59 m) | 1.360 cu ft (38,5 m3)  | 1          |
| 40 ft (12,2 m)                 | 8 ft (2,44 m) | 8 ft 6 in (2,59 m) | 2.720 cu ft (77 m3)    | 2          |
| 45 ft (13,7 m)                 | 8 ft (2,44 m) | 8 ft 6 in (2,59 m) | 3.060 cu ft (86,6 m3)  | 2 ali 2,25 |
| 48 ft (14,6 m)                 | 8 ft (2,44 m) | 8 ft 6 in (2,59 m) | 3.264 cu ft (92,4 m3)  | 2,4        |
| 53 ft (16,2 m)                 | 8 ft (2,44 m) | 8 ft 6 in (2,59 m) | 3.604 cu ft (102,1 m3) | 2,65       |
| večja prostornina (High Cube)  |               |                    |                        |            |
| 20 ft (6,1 m)                  | 8 ft (2,44 m) | 9 ft 6 in (2,90 m) | 1.520 cu ft (43 m3)    | 1          |
| polovična višina (Half Height) |               |                    |                        |            |
| 20 ft (6,1 m)                  | 8 ft (2,44 m) | 4 ft 3 in (1,30 m) | 680 cu ft (19,3 m3)    | 1          |

Iz zgornje tabele je jasno da TEU ni točno definiran, tudi TEU ni količina za merjenje mase.
Masa TEU je približno 24 ton gros. Če se odšteje masa zabojnika (2,4 tone), se dobi uporaben tovor 21,6 ton.
Za 40 čeveljski zabojnik je 30,480 ton gros, če se odšteje masa zabojnika (3,98 tone), se dobi 26,50 ton uporabnega tovora,
Obstajajo tudi težji kontejnerji z zmogljivostjo 28,08 ton.